# Малая Хапица (приток Камчатки)
Малая Хапица — река на полуострове Камчатка в Усть-Камчатском районе Камчатского края России.
Длина реки — 38 км. Впадает в реку Камчатка справа на расстоянии 74 км от устья.
Воды реки являются местом нереста лососёвых.
По данным государственного водного реестра России, относится к Анадыро-Колымскому бассейновому округу. Код водного объекта — 19070000112120000017879.